# Kimochi
Kimochi ist ein Verwaltungsbezirk (Ward) des Distrikts Moshi in der tansanischen Region Kilimandscharo.

## Geografie
Kimochi liegt im Nordosten von Tansania östlich der Regionshauptstadt Moshi. Das Land steigt von etwa 800 Meter über dem Meer im Süden auf 1900 Meter im Norden an. Das größte Gewässer ist der Fluss Nanga, der im Osten die Grenze bildet.
Der Bezirk grenzt im Nordosten an Kirua Vunjo Magharibi, im Südosten an Kirua Vunjo Kusini, im Süden an Old Moshi Magharibi, im Südwesten an die zwei Bezirke Ng'ambo und Kiboriloni des Distrikts Moshi (MC) und im Nordwesten an Old Moshi Mashariki.
Bei der Volkszählung 2022 lebten 16.046 Menschen in 4392 Haushalten auf einer Fläche von 37,8 Quadratkilometern.

## Gliederung
Der Bezirk besteht aus sechs Gemeinden (Mtaa) mit 34 Orten (Kitongoji):
| Sango - Kifereni - Mkoma - Kilongoyo - Kiwakia - Luwansi - Komumbe | Mdawi - Komumbe - Mdawi Kumbele - Ngasini - Huyakimkombo - Kitimbilihu - Selamenge - Komfuru | Shia - Uueni - Mamulosa - Lamu - Kirereni - Mfukoni - Majengo - Kamiti | Mowo - Pichini - Lyangoroko - Maliaseli - Ndolaweni - Kuulahembe | Kisaseni - Huyamkombo - Kitimbirini - Ngasinyi - Mengeni - Sahaa | Lyakombila - Malyaseni - Mrahembe - Ndoroweni - Kilyaroh |

## Wirtschaft und Infrastruktur
- Bildung: Im Bezirk liegen drei weiterführende Schulen. Die Kimochi Secondary School[8] und die Komakya Secondary School[9] sind staatliche Schulen, die jeweils rund 250 Mädchen und Burschen bis zur 4. Stufe ausbilden. Die Ebenezer Sango Secondary School ist eine private Tages- und Internatsschule, die ebenfalls bis zum O-Level ausbildet.[10]
- Gesundheit: In Kimochi gibt es drei staatliche Apotheken, je eine in den Gemeinden Sango,[11] Shia[12] und Mowo.[13]
- Verkehr: Durch den Süden verläuft die Nationalstraße T2 von Moshi nach Tanga.[3]